# 紅衫 (制服)

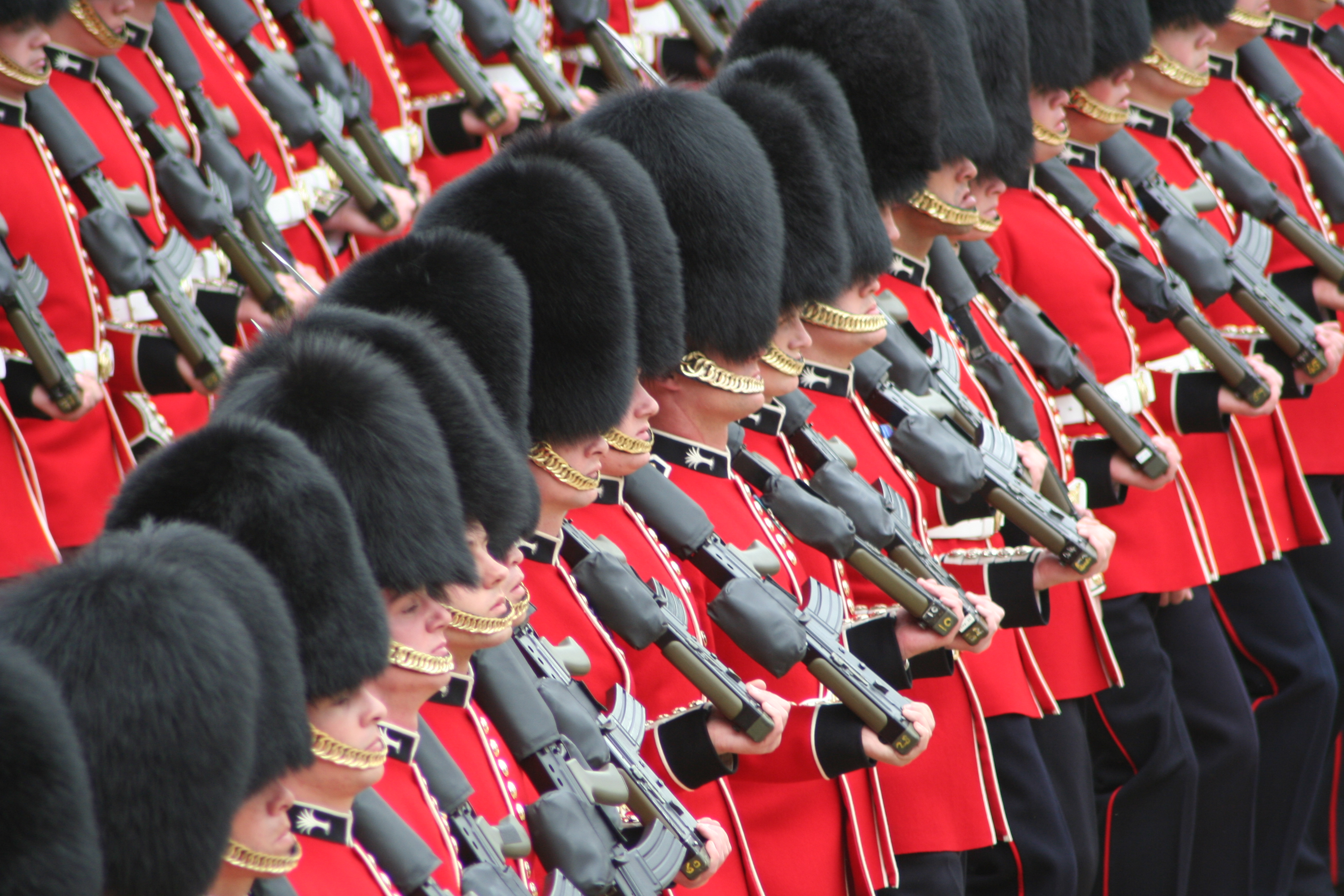
2007年英女皇壽辰時進行遊行的威爾斯衛隊

紅衫（英語：red coat 或 redcoat），也稱猩紅衫（英語：scarlet tunic）是英國的一種軍事服裝。從17世紀到20世紀20年代，紅衫被大批英軍、皇家海軍陸戰隊和大英帝國內部的一些殖民單位廣泛使用。猩紅色的束腰外衣一直沿用到21世紀，英聯邦的許多軍隊都將其用作禮服和正裝。 “紅衫”（redcoat）一詞作為對英國軍隊的蔑稱可能起源於16世紀都鐸王朝統治下的愛爾蘭，當時愛爾蘭總督所轄的英軍士兵都穿著紅色大衣，這是英國士兵第一次集體穿著紅色制服。此詞隨後被愛爾蘭移民帶到了美國和歐洲。
從17世紀中葉到19世紀，大多數英國士兵（除了砲兵，步槍兵和輕騎兵以外）都穿有紅色的外套或大衣。從1873年起，所有級別的士兵都採用了更加鮮豔的猩紅色，而這以前只有某些軍官被允許穿著。